# Estadio Municipal La Pasión
Estadio Municipal La Pasión – stadion piłkarski w gwatemalskim mieście Sayaxché, w departamencie Petén. Obiekt może pomieścić 700 widzów, a swoje mecze rozgrywa na nim drużyna Deportivo Sayaxché.
Nazwa stadionu nawiązuje do rzeki Pasión, która przepływa przez miasto Sayaxché.